# Adentro tuyo
«Adentro tuyo» es una canción compuesta por Luis Alberto Spinetta en colaboración con Nicolás Cota, incluida en el álbum Silver Sorgo (2001).

## Historia
Fue compuesta durante las sesiones de grabación de Silver Sorgo (2001), en un período en el que Luis Alberto Spinetta incorporó nuevos arreglos y colaboró con otros compositores. La coautoría con Cota forma parte del proceso creativo del álbum, lo que se refleja en la diversidad compositiva del disco.

## El tema
"Adentro tuyo" presenta un ritmo constante y un arreglo instrumental que incluye guitarras, teclados y batería. La estructura de la canción alterna secciones de mayor intensidad con otras más contenidas. Su letra aborda temas de índole personal, centrándose en la exploración interna de emociones sin detallar de forma explícita su contenido.